# Jason Roberts
Jason Andre Davis Roberts (Park Royal, London, 1978. január 25.– ) angliai születésű grenadai válogatott labdarúgó, jelenleg az angol élvonalbeli Reading csatára.
Roberts sportcsaládba született, családjában több neves sportoló is volt. A labdarúgással már hatévesen megpróbálkozott, és több klub, illetve akadémia képzésében is részt vett. Kezdeti nehézségei után a Wolverhamptonnál játszott. A gólgyártást a Bristol Rovers csapatánál kezdte el: 78 mérkőzésen 38-szor talált be az ellenfelek hálójába. Eredményes éveket töltött el a Wigannél is, majd a Blackburn Roversnél eltöltött hat év után 2012 elejétől a Reading FC játékosa.
Ő maga Angliában született, de apja származása jogán a Grenadai labdarúgó-válogatott tagja.

## Pályafutása

### Korai évek
Jason Roberts Stonebridge-ben nőtt fel. Sport iránti vonzódását az is inspirálta, hogy sportcsaládba született: három nagybátyja is profi labdarúgó volt, míg egy negyedik nagybátyja, John Regis olimpiai bajnok és fedettpályás világbajnok sprinter volt. Már hatéves korában futballozni kezdett, számos klub ifjúsági csapatában megfordult. Több futballakadémián is tanult, például a Tottenhamnél, a Watfordnál és a Chelsea-nél, de szerződést nem kapott. Ezután több mint egy évig nem foglalkozott a labdarúgással, és dolgozni kezdett, mígnem Cirill nagybátyja helyet talált számára az Isthmian League Premier Divíziójában, és heti 15 fontos részmunkaidős szerződést kapott. 1995 novemberében mutatkozott be, és elnyerte a Futball Konferencia teljes támogatását a teljes szezonra. Miután az 1997–98-as szezon három mérkőzésén öt gólt szerzett, eladták a Wolverhampton Wanderersnek 250 000 fontért. Innen kölcsönadták a Torquay Unitednek, ahol 13 meccsen hat gólt ért el. Ezekkel a gólokkal a Torquay elkerülte a kiesést. Egy újabb kölcsönakciót követően a Bristol Cityhez került, ahol az Oldham ellen is gólt szerzett.
1998 augusztusában a Bristol Rovershez került 250 000 fontért. Az 1998–99-es szezonban 37 bajnoki mérkőzésen 16 gólt szerzett, és az FA-kupa egyik legjobb góllövője is lett hét góljával.  A következő szezonban is folytatta a gólgyártást, 41 mérkőzésen 22 gólt szerzett. 2000 nyarán azonban pénzügyi gondok miatt a Bristol átadólistára helyezte.

### West Bromwich Albion
Roberts 2000. július 26-án aláírt a West Bromwich Albionhoz, kétmillió fontos, klubrekordnak számító áron. A csapatban 2000. augusztus 12-én mutatkozott be, a Nottingham Forest elleni vesztes mérkőzésen. A szeptember 6-ai Ligakupa mérkőzésen azonban már két gólt szerzett a Swansea ellen. A szezonban 34 mérkőzésen összesen 15 gólt szerzett, és sikeres párost alkotva Lee Hughes-zal, a feljutást eldöntő rájátszásba vezették a csapatot. A 2001–02-es szezonban súlyos töréses sérülést szenvedett, ami miatt csak 12 mérkőzésen léphetett pályára, amelyeken hét gólja volt.
Az Albion első Premier League-beli szezonjában, 2002–03-ban 31 mérkőzésen mindössze három gólt szerzett. Emiatt a következő évben kölcsönadták a Portsmouth-nak, ahol bajnoki mérkőzésen az Everton ellen szerezte meg első gólját, majd Ligakupa-meccseken kettőt rúgott a Northamptonnak, egyet a Nottingham Forestnek. A klubja a szezon végén eladta Robertset a Wigan Athleticnek 1,4 millió fontért.

### Wigan Athletic
Roberts 2004. január 17-én mutatkozott be a Wigan színeiben, a Preston North End ellen idegenben 4–2-re megnyert mérkőzésen, és megszerezte első gólját is a mérkőzés 35. másodpercében. További szereplései is sikeresek voltak: 14 mérkőzésen nyolc gólt lőtt a 2003–04-es szezonban. Jó szereplését folytatta a következő szezonban is: 21 gólig jutott, amivel a második volt a Championshipben, közvetlenül utána csapattársa, Nathan Ellington következett, és mindkettőjüket jelölték a szezon csapatába. A Wigan a bajnokságot a második helyen zárta, és feljutott az első osztályba. Első gólját a Premier Leauge-ben 2005. augusztus 25-én, a bajnokság harmadik fordulójában a Sunderland ellen szerezte büntetőből, amivel meg is nyerték a meccset. Roberts góljainak (is) köszönhetően a Wigan a bajnokság első felében végzett (10. hely), és meglepetésre már első szezonjukban európai kupaindulást értek el. A siker tovább fokozódott, amikor a ligakupa elődöntőjében, Roberts utolsó perces góljával legyőzték az Arsenalt a Highbury stadionban, és a klub történetében először bejutottak a döntőbe, ahol a Manchester United volt az ellenfelük. Itt a MU erősebbnek bizonyult, és 4–0-ra győzött.

### Blackburn Rovers
Roberts 2006 nyarán négyéves szerződést írt alá a Blackburn Rovers-hez. Új csapatában az első gólját az FA-kupa elődöntőjében,  a Chelsea ellen 2–1-re elvesztett mérkőzésen szerezte. Ezután eltört a lába, és ez három hónapos kiesést jelentett számára. Emiatt a 2006–07-es szezonban öt gólt szerzett, ami a szurkolók köreiben kritikát váltott ki. A következő szezonjában igyekezett megtartani helyét a Bayern Münchenből érkezett Roque Santa Cruzzal szemben. Ez sikerült is, sok jó mérkőzést játszott, és jó kapcsolatot ápolt Santa Cruzzal.
A 2008–09-es szezonban hét gólt szerzett, és a Blackburnnal a bajnokság a 15. helyén végzett, míg 2009–10-ben minden meccsen játszva öt gólt ért el, csapata pedig 13 mérkőzést nyerve a 10. lett. Hetvenedik élvonalbeli mérkőzését a következő szezonban, 2011. augusztus 20-án játszotta, az Aston Villa elleni vesztes találkozón. Ez a szezon nem volt sikeres sem számára (15 alkalommal lépett pályára, és csupán egyetlen gólt szerzett a Ligakupában), sem a csapatnak, mert – mindössze nyolc győztes mérkőzéssel – kiestek az első osztályból. Roberts januárban a Readingbe távozott.

### Reading
Readingi szerződését 2012. január 26-án írta alá, 18 hónapra, és még azon a napon megszerezte első gólját a Bristol ellen. Csapatával megnyerte a 2011–12-es bajnokságot a Championshipben, és felkerültek az első osztályba. A 2012–13-as szezonban Roberts mindössze egy gólt lőtt, és a csapat is nagyon rosszul szerepel, a bajnokság utolsó helyén áll (2013. április 2-i állapot).

### Nemzetközi mérkőzések
Roberts apja Grenadában (anyja Francia Guyanában) született, ezért jogosult a Grenadai labdarúgó-válogatottban szerepelni. A válogatottban a 2006-os vb selejtezőin mutatkozott be 2004. március 14-én: Guyana ellen 3–1-re győztek, az egyik gólt ő lőtte. A második fordulóban is szerzett egy gólt az USA ellen, de 3–2-re kikaptak. A 2008. március 26-án lejátszott, az Amerikai Virgin-szigetek elleni, 10–0-ra megnyert mérkőzésen Roberts két gólt szerzett. Gólt lőtt Costa Rica ellen is, de innen már nem jutottak tovább.

## Fordítás
- Ez a szócikk részben vagy egészben  a   Jason Roberts (footballer) című angol Wikipédia-szócikk ezen változatának fordításán alapul.  Az eredeti cikk szerkesztőit annak laptörténete sorolja fel. Ez a jelzés csupán a megfogalmazás eredetét és a szerzői jogokat jelzi, nem szolgál a cikkben szereplő információk forrásmegjelöléseként.